# Liste bedeutender Rockkonzerte und -festivals
Ein Rockfestival ist ein Musikfestival, bei dem mehrere Gruppen oder Interpreten auftreten und Rockmusik spielen. Es dauert in der Regel mehrere Tage. Die ersten Rockfestivals wurden in den 1960er Jahren veranstaltet und waren wichtige sozio-kulturelle Meilensteine. Ab den 1980er Jahren wurden zusätzlich Rockfestivals veranstaltet, die keine reinen Musikveranstaltungen waren, sondern die Erzielung von Aufmerksamkeit und die Sammlung von Geld für karitative Zwecke anstrebten.
Dieser Artikel nennt neben bekannten Rockfestivals auch bedeutende Rockkonzerte einzelner Gruppen oder Interpreten mit ihren Bands, eventuell mit Vorgruppen. In einigen Fällen sind auch Veranstaltungsorte von herausragender Bedeutung aufgeführt.
Voraussetzung für eine Aufnahme in diese Liste ist:
- Das Festival oder Konzert bzw. der Veranstaltungsort hat einen eigenen Artikel in der deutschsprachigen Wikipedia.
- Einzige Ausnahmen: Konzerte mit mindestens einer halben Million Besucher (Beispiel: Rod Stewart am 31. Dezember 1994).

Regelmäßig stattfindende Festivals (wie etwa das Wacken Open Air seit 1990) werden nur einmal aufgeführt, nämlich mit ihrer ersten Veranstaltung und einem Hinweis auf den Wiederholungsrhythmus.

## Zeitleiste von Rockkonzerten und -festivals

### 1960er

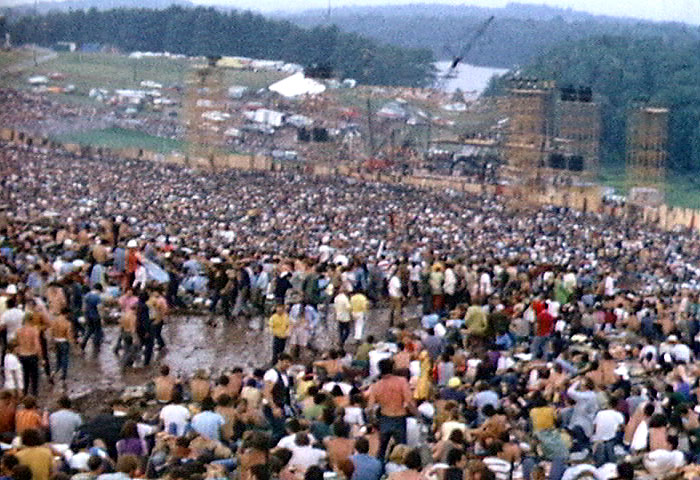
Woodstock-Festival 1969

- In den 1960ern gab es einige Veranstaltungsorte, an denen bedeutende Rockkonzerte stattfanden, die zum Teil als Live-Alben veröffentlicht wurden. Zu diesen Rockpalästen gehörten:
  - in San Francisco: das Fillmore Auditorium (1965–1968), das Fillmore West (1968–1971), das Winterland (1967–1978) und der Avalon Ballroom (1966–1968)
  - in New York: das Fillmore East (1968–1971)
  - in London: der Marquee Club (ab 1964 in der Wardour Street), der UFO Club (1966–1967), The Roundhouse (1966–1983), der Middle Earth Club (1967–1968)
- 10. bis 11. August 1963: Auf dem 1961 gegründeten National Jazz Festival (ab 1964 National Jazz and Blues Festival) treten mit den Rolling Stones, Cyril Davies und Long John Baldry erstmals Blues- und Rockmusiker auf. 1971 entstand daraus das Reading Festival.
- 21. Juni 1964: erstes von acht jährlichen Big Sur Folk Festivals (1964–1971). Im Laufe der Zeit traten auf: Joan Baez, Joni Mitchell, die Beach Boys, Crosby, Stills, Nash & Young, Country Joe McDonald, John Sebastian, Blood, Sweat & Tears u. v. a.
- 25. Juli 1965: Bob Dylan wird auf dem seit 1959 jährlich ausgetragenen Newport Folk Festival ausgebuht, als er zur Elektrogitarre greift. Zahlreiche Jazz-, Blues- und Folkfestivals, teilweise bereits in den 1950er Jahren entstanden, dienten den Rockfestivals ab Mitte der 1960er als Vorbild. Zudem traten erfolgreiche Bands vermehrt vor nie zuvor erreichten Massen auf, etwa die Beatles am 15. August 1965 vor 55.600 Zuschauern im New Yorker Shea Stadium.
- 5. September 1965: erstes Jazz Bilzen Festival in Belgien, das von 1965 bis 1981 jährlich stattfand, „Mutter“ aller Festivals auf dem europäischen Festland. Aufgetretene Rockmusiker und -bands: AC/DC, Black Sabbath, Deep Purple, Golden Earring, Jeff Beck, Lou Reed, MC5, Status Quo, T. Rex, Uriah Heep u. v. a. m.
- 21. bis 23. Januar 1966: Trips Festival – Acid-Test in San Francisco mit Big Brother and the Holding Company, Jefferson Airplane, The Great Society und The Charlatans
- 29. Januar 1967: Mantra-Rock Dance – Grateful Dead, Big Brother & the Holding Company, Moby Grape u. a. für die Internationale Gesellschaft für Krishna-Bewusstsein
- 29. April 1967: The 14 Hour Technicolor Dream – „The underground went overground“
- 12. Mai 1967: Games for May – Pink Floyd und der Azimuth Coordinator
- 29. Mai 1967: Barbeque 67 – Pink Floyd, Jimi Hendrix Experience, Cream u. a.
- 10. und 11. Juni 1967: Fantasy Fair and Magic Mountain Music Festival – erster größerer Auftritt der Doors
- 16. bis 18. Juni 1967: Monterey Pop Festival – Jimi Hendrix, Janis Joplin, Grateful Dead, Jefferson Airplane, The Who, The Animals u. v. m
- 16. bis 18. Juni 1967: erstes Montreux Jazz Festival – ursprünglich dem Jazz gewidmet, traten ab den 1970er Jahren zunehmend auch Rockmusiker auf, darunter Led Zeppelin, Frank Zappa, Deep Purple, Muse, Radiohead, Toto u. v. a. m.
- 5. bis 7. Juli 1967: Schaefer Music Festival – erstes einer Reihe von jährlichen Festivals im New Yorker Central Park (bis 1976): 1967 u. a. mit der Jimi Hendrix Experience
- 18. und 19. Mai 1968: erstes Miami Pop Festival; das zweite fand vom 28. bis zum 30. Dezember 1968 statt; im Mai dabei: Steppenwolf, The Jimi Hendrix Experience, The Mothers of Invention, Blue Cheer u. a.; im Dezember dann: Procol Harum, Three Dog Night, Fleetwood Mac, Canned Heat u. a.
- 18. und 19. Mai 1968: Northern California Folk-Rock Festival – erstes von zwei Festivals (das zweite fand am 23.–25. Mai 1969 statt); mit dabei: Country Joe & the Fish, die Animals, Jefferson Airplane, die Doors, Big Brother & the Holding Company, u. a.
- 29. Juni 1968: Midsummer High Weekend – das erste einer Serie von kostenlosen Open-Air-Konzerten im Londoner Hyde Park, mit Roy Harper, Jethro Tull, Tyrannosaurus Rex und Pink Floyd
- 3. und 4. August 1968: Newport Pop Festival mit Alice Cooper, Canned Heat, Steppenwolf, Grateful Dead, Iron Butterfly, Jefferson Airplane, The Byrds u. a.; vom 20. bis zum 22. Juni 1969 gab es mit „Newport 69“ eine Neuauflage mit Jimi Hendrix, Joe Cocker, Eric Burdon, Jethro Tull, Creedence Clearwater Revival, Johnny Winter u. a.
- 31. August bis 1. September 1968: erstes Isle of Wight Festival: das zweite fand am 30. und 31. August 1969 statt, das dritte vom 26. bis zum 30. August 1970; 1968 dabei: Jefferson Airplane, The Move, T. Rex u. a.; 1969: The Band, Joe Cocker, Bob Dylan, The Who u. a.; 1970: Supertramp, Chicago, Emerson, Lake & Palmer, The Doors, Jimi Hendrix u. a.
- 31. August bis 2. September 1968: Sky River Rock Festival and Lighter Than Air Fair mit Santana, Big Mama Thornton, Country Joe and the Fish u. v. m.; 1969 und 1970 gab es Neuauflagen des Festivals
- 25. bis 29. September 1968: Internationale Essener Songtage – Amon Düül, Tangerine Dream, Julie Driscoll & Brian Auger, The Fugs, Frank Zappa u. v. m.
- 26. und 27. Oktober 1968: San Francisco International Pop Festival mit den Animals, Canned Heat, Creedence Clearwater Revival, Deep Purple, Iron Butterfly, Procol Harum u. a.
- 22. und 23. Dezember 1968: Los Angeles Pop Festival – „Christmas Happening“ mit Blue Cheer, Canned Heat, Steve Miller Blues Band, u. a.
- 1. und 3. April 1969: Palm Springs Pop Festival – randalierende Fans, Polizeigewalt, ein Toter, zahlreiche Verletzte; es spielten: Procol Harum, Flying Burrito Brothers, John Mayall, Ike & Tina Turner, Canned Heat u. a.
- 20. April 1969: Los Angeles Free Press Festival mit Country Joe and the Fish, Spirit u. a.; Aufruhr, Verletzte, Verhaftungen und Abbruch durch Polizeikräfte
- 17. bis 19. Mai 1969: Aldergrove Beach Rock Festival – Biker drangsalieren Besucher in Kanada
- 23. bis 25. Mai 1969: Aquarian Family Festival mit Big Brother and the Holding Company, Jefferson Airplane, Mountain, Quicksilver Messenger Service, Moby Grape, Steve Miller Band u. v. m.
- 23. bis 25. Mai 1969: Big Rock Pow Wow mit Grateful Dead, Johnny Winter, Rhinoceros, Muddy Waters u. a.
- 21. und 22. Juni 1969: Toronto Pop Festival 69 mit Alice Cooper, Johnny Winter, The Band, The Velvet Underground, Chuck Berry, Dr. John, Procol Harum, Steppenwolf u. a.
- 27. bis 29. Juni 1969: Denver Pop Festival – Tumulte vor dem Stadion
- 28. Juni 1969: Bath Festival of Blues mit Fleetwood Mac, John Mayall’s Bluesbreakers, Ten Years After, Led Zeppelin u. a.
- 3. bis 6. Juli 1969: auf dem 1954 ins Leben gerufenen Newport Jazz Festival lässt der Jazz der Blues- und Rockmusik den Vortritt, mit Blood, Sweat & Tears, Jeff Beck, Jethro Tull, Ten Years After, Frank Zappa, Led Zeppelin u. v. a.
- 4. und 5. Juli 1969: erstes Atlanta International Pop Festival; das zweite (und letzte) fand vom 3. bis zum 5. Juli 1970 statt; 1969 dabei: Janis Joplin, Johnny Winter, Led Zeppelin u. a.; 1970: The Allman Brothers Band, Jimi Hendrix, Ten Years After u. a.
- 5. Juli 1969: Freiluft-Konzert der Rolling Stones im Londoner Hyde Park
- 11. und 12. Juli 1969: Laurel Pop Festival mit Jethro Tull, Johnny Winter, Led Zeppelin, Jeff Beck, Ten Years After, The Mothers of Invention u. a.
- 25. bis 27. Juli 1969: Seattle Pop Festival mit den Doors, Led Zeppelin, Ten Years After, Santana, den Byrds, Ike & Tina Turner u. a.
- 1. bis 3. August 1969: Atlantic City Pop Festival – Paul Butterfield Blues Band, The Byrds, Canned Heat, Joe Cocker, Iron Butterfly, Jefferson Airplane, Janis Joplin, B. B. King, Johnny Winter u. v. m.
- 15. bis 17. August 1969: Woodstock-Festival – Höhepunkt und gleichzeitig Endpunkt der im Mainstream angekommenen US-amerikanischen Hippiebewegung; mit Joan Baez, Santana, Canned Heat, Grateful Dead, Janis Joplin, The Who, Jefferson Airplane, Jimi Hendrix, Joe Cocker u. v. m.
- 22. bis 24. August 1969: Vancouver Pop Festival mit Canned Heat, Alice Cooper, Grateful Dead, Little Richard, Joni Mitchell, Chicago Transit Authority u. a.
- 30. August bis 1. September 1969: Texas International Pop Festival mit Led Zeppelin, Ten Years After, Canned Heat, Santana, Janis Joplin, B. B. King u. a.
- 30. August bis 1. September 1969: New Orleans Pop Festival mit Tyrannosaurus Rex, Country Joe & the Fish, The Byrds, Canned Heat, Iron Butterfly, Janis Joplin, Santana, Grateful Dead, Jefferson Airplane, Dr. John u. a.
- 13. September 1969: Toronto Rock and Roll Revival, mit Größen des Rock ’n’ Roll wie Chuck Berry, Jerry Lee Lewis und Little Richard, aber auch Chicago, Alice Cooper, The Doors, der Plastic Ono Band und anderen
- 9. bis 11. Oktober 1969: Internationales Essener Pop & Blues Festival mit Pink Floyd, Deep Purple, Taste, Yes, Spooky Tooth, The Nice, Fleetwood Mac, den Pretty Things, Steamhammer, Free, Cuby & The Blizzards, Brainbox, Tangerine Dream, Amon Düül II u. a.
- 28. bis 30. November 1969: Palm Beach Music and Art Festival mit Iron Butterfly, Janis Joplin, Johnny Winter, Jefferson Airplane, den Byrds, den Moody Blues, den Rolling Stones u. a.
- 6. Dezember 1969: Altamont Free Concert mit Hauptact Rolling Stones – das symbolische Ende der Unschuld der Hippiebewegung
- 27. bis 29. Dezember 1969: Miami Rock Festival in Florida, das letzte Rockfestival der 1960er Jahre in den USA, mit Canned Heat, Santana, Grateful Dead, Johnny Winter, The Band u. a.

### 1970er
- 24. bis 25. April 1970: 2. Essener Pop und Blues Festival mit Black Sabbath, The Flock, Renaissance, der Edgar Broughton Band, Hardin & York, Can, Ekseption, der Keef Hartley Band, Xhol, Krokodil, Burnin Red Ivanhoe, Marsha Hunt, Missus Beastly u. a.
- 18. Mai 1970: erstes Pinkpop in der Provinz Limburg; ein Vorläufer mit dem Namen „Pinknick“ hatte bereits 1969 stattgefunden. 1970 traten u. a. Keef Hartley und Golden Earring auf
- Juni – Juli 1970: Festival Express Train Tour, mit Grateful Dead, Janis Joplin, The Band, Traffic, Ten Years After u. a.
- 26. bis 28. Juni 1970: Kralingen Music Festival in Kralingen bei Rotterdam mit Santana, Jefferson Airplane, The Byrds, Canned Heat, Country Joe McDonald, Tyrannosaurus Rex, Pink Floyd u. a.[1]
- 27. bis 29. Juni 1970: Bath Festival of Blues and Progressive Music mit Santana, Led Zeppelin, Colosseum, Jefferson Airplane, The Byrds, Frank Zappa & The Mothers of Invention, Canned Heat, Steppenwolf,  Johnny Winter, Pink Floyd u. a.
- 10. bis 12. Juli 1970: Open Air Pop-Festival Aachen an drei Tagen im Aachener Reitstadion mit Pink Floyd, Deep Purple, Edgar Broughton Band, Mungo Jerry und anderen
- 24. bis 26. Juli 1970: Phun City – kostenloses Festival mit MC5, The Pretty Things, The Edgar Broughton Band, Mungo Jerry und anderen
- 21. bis 23. August 1970: erstes Ruisrock-Festival in Turku, Finland, seitdem jährlich. Im Laufe der Jahre mit dabei: Colosseum, Uriah Heep, Whitesnake, Bob Dylan, Nirvana, Neil Young, David Bowie, Metallica, Rammstein u. v. a. m.
- 28. August bis 3. September 1970: Vortex I: A Biodegradable Festival of Life – einwöchiges Rockfestival nahe Portland, Ontario, mit Musikern und Bands aus der Umgebung, freiem Eintritt und bis zu 100.000 Besuchern
- 4. September 1970: Super Concert ’70 in Berlin, mit Birth Control, Procol Harum, Canned Heat, Ten Years After und Jimi Hendrix
- 4. bis 6. September 1970: Love-and-Peace-Festival, Fehmarn – letzter Festival-Auftritt von Jimi Hendrix
- 19. September 1970: „Pilton Pop, Blues & Folk Festival“, 1971 in „Glastonbury Fayre“ umbenannt – ab 1979 dann jährlich als Glastonbury Festival; bisher traten dort auf: David Bowie, Joan Baez, Led Zeppelin, Paul McCartney, Lady GaGa, Coldplay, Muse, Oasis u. v. a. m.
- 22. bis 25. Oktober 1970: 3. Essener Pop & Blues Festival Essen mit Taste, Savoy Brown, Q65, Kraftwerk, Supertramp, T. Rex, East of Eden, Ginger Baker’s Air Force, Lifetime, Gun, May Blitz, Chicken Shack, Wolfgang Dauner, Fotheringay, Brainbox, Embryo u. a.
- 24. bis 27. Juni 1971: Celebration of Life Festival, das vergessene Festival („forgotten festival“), mit Katastrophen und Toten. Trotz vieler Absagen traten auf: Chuck Berry, The Chambers Brothers, Delaney & Bonnie, Country Joe McDonald, Ted Nugent, John Sebastian, Steven Stills und einige mehr
- 25. bis 27. Juni 1971: erstes Reading Festival in England – Vorläufer war das seit 1961 stattfindende „National Jazz Festival“ (später „National Jazz and Blues Festival“); seit 1999 findet parallel und mit gleicher Besetzung das Festival in Leeds statt; einige der Highlights bisher: Genesis, The Police, Iron Maiden, Black Sabbath, Nirvana, Eminem u. v. m.
- 1. August 1971: Konzert für Bangladesh, organisiert von Ravi Shankar und George Harrison, mit Eric Clapton, Ringo Starr, Bob Dylan u. a.
- 8. August 1971: erstes Festival de Vilar de Mouros in Portugal – das Festival fand bis 2006 jährlich statt; es traten auf: U2, Alanis Morissette, The Stone Roses, UB40, Rammstein, Iggy Pop u. v. a.
- 28. bis 29. August 1971: erstes Roskilde-Festival in Dänemark unter dem Namen „Sound Festival“; ab 1972 dann als „Roskilde Festival“, seitdem jährlich; bisher dort aufgetreten: The Kinks, Status Quo, Bob Marley, Santana, U2, Iron Maiden, Iggy Pop, Marilyn Manson, Björk, The Rolling Stones u. v. a. m.
- 20. bis 22. Mai 1972: 2. British Rock Meeting auf der Insel Grün bei Germersheim mit etwa 100.000 Besuchern – das erste British Rock Meeting hatte am 4. und 5. September 1971 stattgefunden; 1972 mit dabei: Pink Floyd, Wishbone Ash, Atomic Rooster u. a.
- 28. Juli 1973: Summer Jam at Watkins Glen mit Grateful Dead, The Band und der Allman Brothers Band
- 5. August 1973: erstes Day on the Green Festival, das bis 1992 jährlich (mit Ausnahmen) von Bill Graham in Oakland, Kalifornien, veranstaltet wurde. 1999 und 2016 gab es erneut Festivals unter diesem Namen. Es traten auf: Grateful Dead, Eagles, Fleetwood Mac, Edgar Winter, Johnny Winter, Led Zeppelin, AC/DC, Metallica, Pink Floyd u. v. a. m.
- 8. und 9. September 1973: „Es rockt in der Heide“, ein Vorläufer des Hurricane Festival, mit Chuck Berry, Jerry Lee Lewis, Chicago, Manfred Mann’s Earth Band, Lou Reed u. a.
- 10. Dezember 1973: Eröffnung des CBGB in New York, einer Keimzelle des Punk und des Punkrock; geschlossen am 15. Oktober 2006
- 6. April 1974: California Jam im kalifornischen Ontario bei Los Angeles, mit den Eagles, Black Sabbath, Deep Purple, Emerson, Lake and Palmer und anderen; California Jam II fand am 18. März 1978 an gleicher Stelle statt, mit Ted Nugent, Aerosmith, Santana u. a.
- Juni 1974: erstes Stonehenge Free Festival zwischen den Steinen von Stonehenge, bis 1984 jährlich um die Sommersonnenwende am 21. Juni herum; es traten dort umsonst auf: Hawkwind, Gong, Dexys Midnight Runners, Wishbone Ash u. a.
- Juni/Juli 1974: erstes Rock Werchter Festival in Belgien, seitdem jährlich; bekannte Teilnehmer bisher: Talking Heads, Dire Straits, U2, Texas, Lou Reed, Lenni Kravitz, Metallica, Foo Fighters, R.E.M., The White Stripes, Green Day, Rammstein, System of A Down, Arctic Monkeys u. v. a. m.
- 20. Juli 1974: erstes der Konzerte in Knebworth in England, seither nahezu jährlich bis 2014; auf der Bühne in Knebworth standen bisher: Pink Floyd, The Rolling Stones, Frank Zappa, Led Zeppelin, Chuck Berry, Deep Purple u. v. a. m.
- 1976: „First Folk Festival“ in Nyon, Schweiz; 1977 bis 1985 „Nyon Folk Festival“, ab 1986 dann Paléo Festival Nyon, jährlich. Bisher dabei: Björk, Pete Doherty, Neil Young, The Black Keys, Kings of Leon, Robert Plant, Patti Smith, Muse, Iron Maiden, Massive Attack u. v. a. m.
- 25. November 1976: The Last Waltz – Abschiedskonzert von The Band, mit Bob Dylan, Eric Clapton, Neil Young, Ringo Starr, Ron Wood u. a.
- 3. September 1977: Nürnberg Rock Festival ’77 auf dem Zeppelinfeld in Nürnberg mit Santana, Chicago, Udo Lindenberg, Lake, Rory Gallagher und Thin Lizzy. 1978 dann mit Bob Dylan, Eric Clapton u. a.; 1979 The Who, AC/DC, Scorpions u. a.
- 3. und 4. September 1977: „First Rider Open Air“, ein Vorläufer des Hurricane Festival, mit Golden Earring, Van der Graaf Generator, Colosseum II u. a.
- Von 1977 bis 1986 waren die von der WDR-Produktion Rockpalast veranstaltet und von der ARD via Eurovision europaweit ausgestrahlten Rockpalast Nächte (erste Übertragung in der Nacht vom 23. auf den 24. Juli 1977) von Millionen Menschen gleichzeitig gesehene dezentrale Festivals.[2]
- 30. April 1978: Carnival against the Nazis mit 100.000 Demonstranten im Londoner Victoria Park; mit dabei The Clash u. a. – weitere Veranstaltungen gleichen Namens folgten.

### 1980er
- 16. August 1980: erstes Monsters of Rock im britischen Leicestershire – danach jährlich (mit zwei Ausfällen) bis 1996, ab 1988 auch in anderen europäischen Ländern, darunter Deutschland; im Laufe der Zeit traten auf: Rainbow, Scorpions, AC/DC, ZZ TOP, Whitesnake, Ozzy Osbourne, Marillion, Metallica, Motörhead, Guns n’ Roses, Korn, Alice Cooper u. v. a.
- 19. September 1981: Simon & Garfunkel live im New Yorker Central Park mit über 500.000 Zuschauern bei freiem Eintritt
- 16. bis 18. Juli 1982: erstes WOMAD-Festival (World of Music, Arts and Dance) auf dem Royal Bath and West Showground (Somerset, UK), unter anderem von Peter Gabriel[3] gegründet, Rock, Jazz und Weltmusik gemischt mit Kunst aus aller Welt, WOMAD-Festivals finden bis heute (2025) weltweit auf mehreren Kontinenten statt[4]
- 1. bis 17. Juli 1983: erstes Zelt-Musik-Festival in Freiburg im Breisgau, seitdem jährlich. Kein reines Rockfestival, aber immer wieder mit namhaften Rockmusikern, z. B. Silly, Blood, Sweat & Tears, Patti Smith, Die Fantastischen Vier, Canned Heat, Manfred Mann’s Earth Band, The Beach Boys, BAP, John Butler Trio u. v. m.
- 23. Juni 1984: erstes Haldern Pop Festival. Bisher dabei: Bob Geldof, Heather Nova, Patti Smith, Grobschnitt, Extrabreit, The Hooters, Muse u. v. m.
- 11. bis 20. Januar 1985: „Rock in Rio“-Festival mit Queen, AC/DC, Scorpions, Iron Maidon, Whitesnake, Ozzy Osbourne u. a.; das Festival wurde in unregelmäßigen Abständen wiederholt, zeitweise auch in Lissabon und Madrid
- 13. Juli 1985: „Live Aid“ in London und Philadelphia – dabei waren: David Bowie, Eric Clapton, Bob Dylan, Mick Jagger, Madonna, Paul McCartney, Queen, U2, Neil Young u. a.
- 26. und 27. Juli 1985: Rock in Athens mit Depeche Mode, The Stranglers, Culture Club, The Cure, Talk Talk, Nina Hagen und The Clash
- 6. bis 8. September 1985: erstes Open Flair Festival in Eschwege, Hessen; bisher aufgetreten: Die Toten Hosen, Manfred Mann’s Earth Band, Die Ärzte, Die Fantastischen Vier, Seeed, Beatsteaks, Deichkind, Bullet for My Valentine u. v. a.
- 22. September 1985: erstes Farm-Aid-Konzert, danach fast jährlich wiederholt – einige Highlights bisher: The Beach Boys, Jon Bon Jovi, Johnny Cash, Steppenwolf, Grateful Dead, The Allman Brothers Band u. v. a. m.
- 25. bis 26. Mai 1985: erstes Rock am Ring, seitdem jährlich – einige Highlights bisher: U2, David Bowie, Fleetwood Mac, Pearl Jam, Aerosmith, Kiss, Metallica u. v. a. m.
- 25. und 26. Juli 1986: fünftes und größtes Anti-WAAhnsinns-Festival in Burglengenfeld, Ostbayern, als Protest gegen die geplante Wiederaufbereitungsanlage Wackersdorf. Mit dabei: Herbert Grönemeyer, Anne Haigis, BAP, Purple Schulz, Udo Lindenberg, Wolfgang Ambros, Dir Toten Hosen, Rio Reiser u. v. a.
- 7. September 1986: erstes Dynamo Open Air in den Niederlanden, bis 2005 jährlich. Mitte der 1990er Jahre über 100.000 Zuschauer. Einige Highlights: Sepultura, Anthrax, Apocalyptica, Metallica, Iron Maiden, Korn, Slipknot, Children of Bodom. Oomph! u. v. a.
- März 1987: erstes South by Southwest Festival (SXSW), heutzutage jährlich (2020 wegen der Corona-Pandemie annulliert): neben Musik auch Filme und interaktive Medien sowie Konferenzen. Musikalische Teilnehmer bisher unter anderem: John Mayer, The Flaming Lips, Foo Fighters, Kanye West, The Chainsmokers, Khalid u. v. a. m.
- 10. bis 11. Juli 1987: erstes Bizarre-Festival in der Berliner Waldbühne; mit dabei: Siouxsie and the Banshees, The Mission, Iggy Pop u. a. – danach jährlich bis 2002; 2003 dann noch einmal unter dem Namen „Terremoto“
- 11. Juni 1988: anlässlich des 70. Geburtstages des zu jener Zeit seit 24 Jahren inhaftierten Nelson Mandela fand im Londoner Wembley-Stadion das Nelson Mandela 70th Birthday Tribute Concert statt; auf der Bühne: Simple Minds, Bee Gees, Whitney Houston, Miriam Makeba, George Michael, Sting, Harry Belafonte, Joe Cocker, Phil Collins, Peter Gabriel, Dire Straits featuring Eric Clapton u. v. a.
- 1. bis 11. Juli 1988: erstes Tollwood-Festival in München, mit Kultur, Gastronomie und „Markt der Ideen“. Zum jährlichen Sommerfestival gibt es seit 1991 auch ein Winterfestival. Den Rock vertraten bisher: Blood, Sweat & Tears, Toto, Jethro Tull, Saga, Billy Idol, Deep Purple, Jeff Beck, ZZ Top u. v. a. m.
- 19. Juli 1988: Bruce Springsteen – Konzert „Behind the Wall“ in Berlin-Weißensee mit über 160.000 Zuschauern
- 23. bis 25. Juni 1989: erstes Eurockéennes-Festival in Belfort, Frankreich, mit jeweils über 100.000 Besuchern in den letzten Jahren; mit dabei z. B. Christine and the Queens, John Butler Trio, Sam Fender, Slash, Chainsmokers, Smashing Pumpkins, Weezer u. v. a.
- 12. und 13. August 1989: „Moscow Music Peace Festival“ im Moskauer Olympia-Stadion; es traten auf: Bon Jovi, Mötley Crüe, Ozzy Osborne, Scorpions u. a.

### 1990er
- 24. und 25. August 1990: erstes Wacken Open Air; seitdem jährlich; einige der bisher aufgetretenen Bands: 5th Avenue, Blind Guardian, Doro, Böhse Onkelz, Birth Control, Marilyn Manson, Saxon, Whitesnake, Beyond the Black, Judas Priest u. v. a. m.
- 3. bis 4. August 1990: erste Zappanale in Bad Doberan, seither jährlich; der Musik Frank Zappas gewidmet
- Lollapalooza war in den Jahren 1991 bis 1997 sowie 2003 eine Festival-Tournee in Kanada und den USA. Seit 2006 fand sie stationär in Chicago statt, später in Südamerika und ab 2015 in Berlin; bisher dabei: Nine Inch Nails, Red Hot Chili Peppers, Soundgarden, Pearl Jam, Rage Against the Machine, Beastie Boys, Pixies, Radiohead, Kraftwerk u. v. a.
- 20. April 1992: Freddie Mercury Tribute Concert im Londoner Wembley-Stadion; mit dabei: Metallica, Bob Geldof, Guns N’ Roses, Queen mit verschiedenen Gastmusikern wie z. B. David Bowie, Roger Daltrey, Robert Plant, George Michael u. a.
- 1. Mai 1992: erstes Groezrock in Belgien mit etwa 400 Besuchern; im Laufe der Jahre zog das jährlich stattfindende Festival bis zu 30.000 Besucher an; in den letzten Jahren dabei: NOFX, The Offspring, The Hives, Billy Talent, Bad Religion, Dropkick Murphys u. v. a.
- 4. Juli 1992: erstes Festival des Vieilles Charrues in der Bretagne, seitdem jährlich. Aus kleinsten Anfängen entwickelt sich ein viertägiges Festival mit mehr als 200.000 Besuchern. Eigentlich kein Rockfestival, ist der Rock jedoch prominent vertreten, zum Beispiel mit Iggy Pop, Deep Purple, ZZ Top, Scorpions, Rammstein, Arctic Monkeys, Arcade Fire u. v. m.
- 24. bis 25. Juli 1992: erstes Arvikafestival, das bis 2010 in Schweden stattfand. Dabei u. a. Einstürzende Neubauten, The Prodigy, Sisters of Mercy, Motörhead, Muse, Kraftwerk, Nine Inch Nails u. v. m.
- August 1993: erstes des jährlich stattfindenden Sziget-Festivals in Budapest, Ungarn; bisher aufgetreten: Iggy & the Stooges, Sex Pistols, Iron Maiden, Prince, Blur, Die Ärzte, Robbie Williams, Rihanna, Muse, David Guetta, Pink u. v. m.
- 27. bis 29. August 1993: Rock over Germany in Wegberg-Wildenrath mit 17 Bands, darunter Tina Turner, Rod Stewart, Jon Secada, John Miles, Joe Cocker, Pur, Prince, OMD, Foreigner, Duran Duran, Peter Maffay und Chris de Burgh.
- 4. Juni 1994: erstes With Full Force Festival, später wurde der Name in „Full Force“ verkürzt. Jährlich in Sachsen, bis zu 30.000 Zuschauer. Einige Highlights: Iron Maiden, Rammstein, Marilyn Manson, Motörhead, Children of Bodom, Manowar, Slipknot u. v. a.
- 30. bis 31. Juli 1994: erstes des bis 2016 jährlich in Schottland stattfindenden Rockfestivals T in the Park; im Lauf der Zeit traten auf: Rage Against the Machine, Blur, The Prodigy, Radiohead, Pulp, The Charlatans, Texas, Beasty Boys, Manic Street Preachers, R.E.M., Muse u. v. a. m.
- 12. bis 14. August 1994: Woodstock II zum 25. Jubiläum des Woodstock-Festivals; mit dabei: The Allman Brothers Band, Johnny Cash, Joe Cocker, Bob Dylan, Peter Gabriel, Metallica u. v. a. m.
- 31. Dezember 1994: Rod Stewart gibt ein kostenloses Open-Air-Konzert an der Copa Cabana in Rio de Janeiro vor 4,2 Millionen Zuschauern[5]
- Seit 1995 das Pol’and’Rock Festival in Polen, seitdem jährlich; bisher dabei: Clawfinger, The Stranglers, Caliban, Juliette Lewis, Nigel Kennedy, H-Blockx, Kaiser Chiefs, Skid Row, Apocalyptica u. v. a.
- 20. August 1995: erstes Alive Festival in Belgien, das bis 2005 jährlich stattfand. Dabei u. a. H-Blockx, Guano Apes, Heather Nova, Iggy Pop, Apocalyptica u. v. m.
- 7. September 1996: Auftakt der HIStory World Tour in Prag, der dritten und letzten Solo-Welttournee von Michael Jackson, die am Ende (15. Oktober 1997) mit insgesamt etwa 4,5 Millionen Besuchern seine erfolgreichste wurde
- 11. Oktober 1996: erstes einer Reihe von G3-Konzerten mit drei Rockgitarristen, organisiert von Joe Satriani
- 25. und 26. Oktober 1996: erstes Ozzfest mit Ozzy Osbourne; bisher traten zahlreiche namhafte Gruppen auf, darunter Marilyn Manson, Slipknot, Linkin Park, Iron Maiden, Judas Priest, Korn u. v. a.
- 16. bis 18. Mai 1997: erstes Rock im Park, jährlich parallel zum „Rock am Ring“ mit fast identischem Line-Up
- 21. und 22. Juni 1997: erstes Hurricane Festival in Niedersachsen, seitdem jährlich; bisher mit dabei: INXS, Rammstein, Marilyn Manson, Die Toten Hosen, Die Ärzte, The Prodigy u. v. a m.
- 5. Juli 1997: erstes Konzert der Lilith Fair Festival-Tournee mit Musik von Frauen. Die Tour fand 1997, 1998 und 1999 statt, 2010 gab es eine Revival-Tour. Unter anderem mit dabei: Sara McLachlan (Organisatorin), Sheryl Crow, Tracy Chapman, Suzanne Vega, Emmylou Harris, Meredith Brooks, Lauryn Hill, Missy Elliott, Neneh Cherry, Dixie Chicks, The Bangles u. v. a. m.
- 25. und 26. Juli 1997: erstes Summer Breeze Open Air, seit 2006 in Dinkelsbühl, Mittelfranken; bis dato dabei: Subway to Sally, Volbeat, J.B.O., Doro, Sepultura, Bullet for My Valentine, Dimmu Borgir u. v. a. m.
- 26. Juli 1997: erstes der jährlichen Fuji Rock Festivals in Japan – der zweite Tag wurde wegen eines Taifuns gestrichen; bisher aufgetreten: Red Hot Chili Peppers, Iggy Pop, Björk, Rage Against the Machine, Blur, ZZ Top, Primal Scream, Oasis, Neil Young, Eminem, The Prodigy, Lou Reed, Foo Fighters, Franz Ferdinand, Oasis, Coldplay, Nine Inch Nails, Kendrick Lamar u. v. a.
- 15. September 1997: Music for Montserrat: Benefizkonzert in der Londoner Royal Albert Hall zugunsten der Karibikinsel Montserrat, die von einem verheerenden Vulkanausbruch betroffen war. Mitwirkende unter anderem: Paul McCartney, Eric Clapton, Mark Knopfler, Sting, Elton John, Phil Collins u. v. a.
- 20. und 21. Juni 1998: erstes Highfield-Festival in Hohenfelden, Thüringen, seit 2010 am Störmthaler See in Sachsen; bisher dabei: Foo Fighters, Die Ärzte, Rammstein, Limp Bizkit, Die Toten Hosen, Billy Talent, Die Fantastischen Vier, Thirty Seconds to Mars, Offspring u. v. a.
- 18. und 19. Juni 1999: erstes Bang Your Head Open Air (davor bereits seit 1996 in der Halle) in Balingen, Baden-Württemberg; zu den bekanntesten Bands bisher zählen: Motörhead, Deep Purple, Alice Cooper, Scorpions, Doro, Judas Priest, Thin Lizzy u. v. a.
- 30. Juni 1999: Eric Clapton & Friends In Concert: A Benefit for the Crossroads Centre at Antigua im Madison Square Garden, New York, mit Sheryl Crow, Bob Dylan u. a.
- 22. bis 25. Juli 1999: Woodstock III zum 30. Jubiläum des Woodstock-Festivals, überschattet von gewalttätigen Ausschreitungen; mit dabei: James Brown, Elvis Costello, Ice Cube, Korn, Limp Bizkit, The Offspring  u. v. a. m.
- 26. und 27. Juli 1999: erstes Southside Festival, seit 2000 jährlich in Neuhausen ob Eck, Baden-Württemberg; häufig auftretende Bands: Queens of the Stone Age, Flogging Molly, The Sounds, Billy Talent, Beatsteaks, NOFX, dazu v. a. m.
- 9. bis 10. Oktober 1999: erstes Coachella Valley Music and Arts Festival, seitdem jährlich; einige Highlights bisher: Rage Against the Machine, Björk, Radiohead, Prince, Jay-Z, AC/DC, Lady Gaga u. v. a. m.
- 1999: erstes Rocco del Schlacko im Saarland, seitdem jährlich, mit Ausnahme der Corona-Jahre 2020 und 2021. Letzte Ausgabe 2025, danach eingestellt. Mit dabei waren: Mando Diao, SEEED, Limp Bizkit, Billy Talent, Kraftclub, Die Toten Hosen, Die Fantastischen Vier, Scooter, The Offspring u. v. a. m.

### 2000er (Nullerjahre)
- 12. und 13. August 2000: erstes M’era Luna Festival in Hildesheim, Niedersachsen, mit Schwerpunkt Alternative Musik und Schwarze Szene; bisher aufgetreten: Apocalyptica, Sisters of Mercy, Korn, In Extremo, Prodigy, Oomph!, Subway to Sally u. v. a. m.
- 8. und 9. Juni 2001: erstes Frequency Festival in Österreich, 2001 in Wien, 2002 bis 2008 am Salzburgring, seit 2009 jährlich in St. Pölten. Bisher mit dabei: Seeed, Die Ärzte, Sonic Youth, Metallica, Die Fantastischen Vier, Oasis, Foo Fighters, Muse, R.E.M., Radiohead, Die Toten Hosen, The Prodigy u. v. a. m.
- 2001: erstes Primavera Sound in Barcelona. Bisher dabei: Pulp, Pixies, Lou Reed, Smashing Pumpkins, Portishead, My Bloody Valentine, Arcade Fire, Radiohead, Björk u. v. a.
- 3. Juni 2002: Party at the Palace in London anlässlich des goldenen Thronjubiläums von Queen Elizabeth II. Neben Popstars war die Rockmusik vertreten durch Brian May und Roger Taylor von Queen, Eric Clapton, Ray Davies, Ozzy Osbourne u. a.
- 21. bis 23. Juni 2002: erstes des seitdem jährlich stattfindenden Bonnaroo Music Festival; seither traten dort auf: Eminem, U2, Radiohead, Bob Dylan, Metallica, ZZ Top u. v. a. m.
- 31. Mai bis 1. Juni 2003: erstes Download-Festival in England. Bisher dabei: Iron Maiden, Metallica, Linkin Park, Black Sabbath, Motörhead, Guns n’ Roses, AC/DC, Alice Cooper, Rammstein u. v. a.
- 4. bis 6. Juni 2004: erstes Crossroads Guitar Festival, von Eric Clapton zugunsten des Drogentherapiezentrums „Crossroads Centre“ in unregelmäßigen Abständen organisiert; ein Vorgängerkonzert hatte bereits am 30. Juni 1999 stattgefunden. Neben Eric Clapton waren mit dabei: Jeff Beck, B. B. King, Carlos Santana, Steve Vai, ZZ Top, Buddy Guy, die Allman Brothers Band, Keith Richards u. v. m.
- 10. bis 11. Juni 2004: erstes Aerodrome, danach noch einmal 2005, Vorgänger des Nova-Rock. Die Toten Hosen, Garish, H-Blockx, In Extremo, Korn, Life of Agony, Metallica, Motörhead, Pixies, Pungent Stench, Red Hot Chili Peppers, Slipknot, Within Temptation u. v. a.
- 6. bis 11. Juli 2004: erste Moon&Stars-Konzertreihe in Locarno, Schweiz, seither jährlich. Neben Popmusikern auch zahlreiche Vertreter des Rock. Bisher aufgetreten: Peter Gabriel, Joe Cocker, Eric Clapton, Muse, R.E.M., Deep Purple, ZZ Top, Carlos Santana, Billy Idol, Die Toten Hosen, u. v. a.
- 20. bis 21. August 2004: erstes Flow Festival in Helsinki, Finland, danach jährlich. Mischung aus Hip-Hop, Electronica, Jazz, Pop und Rock. Bisher mit dabei: Kraftwerk, Black Keys, Nick Cave, Manic Stree Preachers, Iggy Pop, Arctic Monkeys, The Cure u. v. m.
- 14. und 15. Oktober 2004: erstes Soundwave Festival (anfangs noch „Gravity Soundwave“) in Australien; bisher mit dabei: Good Charlotte, Deftones, Offspring, Nine Inch Nails, Faith No More, Iron Maiden, Metallica, Green Day u. v. a.
- 9. bis 12. Juni 2005: erstes Nova Rock Festival in Österreich, seitdem jährlich. Bisher dabei: System of a Down, Audioslave, Die Ärzte, Marilyn Manson, The Prodigy, Green Day, Metallica, Guns N’ Roses, Motörhead, Pearl Jam, Rage Against the Machine, NOFX, Die Toten Hosen, Rammstein, Iron Maiden u. v. a. m.
- 24. bis 26. Juni 2005: erstes Greenfield Festival in Interlaken, Schweiz, seither jährlich. Bisher dabei: Die Toten Hosen, Green Day, System of a Down, Seed, Therapy, Tool, Die Ärzte, NOFX, Slipknot, Green Day, The Prodigy, Limp Bizkit u. v. a. m.
- 25. Juni 2005: erstes Area4-Festival, das bis 2012 jährlich stattfand. Mit dabei: System of a Down, Audioslave, Tool, Billy Talent, NOFX, Die Ärzte, Die Toten Hosen, 30 Seconds to Mars, Beatsteaks u. v. a.
- 2. Juli 2005: in 11 Städten weltweit finden die Live-8-Konzerte unter dem Motto „Make Poverty History“ statt – mit dabei: Sting, Brian Wilson, Bob Geldof, Bryan Adams, The Who, David Gilmour, Elton John, Madonna, Paul McCartney u. a.
- 21. August 2005: die Rolling Stones starten in Boston ihre Welttournee zum Album A Bigger Bang – bis dahin war dies mit rund 550.000.000 USD Einnahmen die erfolgreichste Tournee, die es je gab (erst 2011 von U2 überboten)
- 2. und 3. September 2005: erstes Deichbrand-Festival in Cuxhaven, seitdem jährlich; aus bescheidenen Anfängen entstand im Laufe der Jahre ein Festival mit zehntausenden Besuchern; bisher aufgetreten: Revolverheld, H-Blockx, Mando Diao, Subway to Sally, Papa Roach, Die Fantastischen Vier, Kraftklub, Wanda, Die Toten Hosen u. v. a.
- 18. Februar 2006: die Rolling Stones geben an der Copacabana in Rio de Janeiro vor 1,5 Millionen Menschen eines der größten Rock-Konzerte der Geschichte. Der Eintritt dazu war frei
- 23. bis 25. Juni 2006: erstes Hellfest in Clisson, Frankreich; bisher dabei: Motörhead, Saxon, Blue Öyster Cult, Bullet for My Valentine, Slash, Whitesnake, Böhse Onkelz, ZZ Top  u. v. a. m.
- 25. Juni 2006: erstes Rock-A-Field in Luxemburg, seitdem bis 2016 jährlich – internationale Musiker und Bands bisher: Franz Ferdinand, Mando Diao, The Killers, Papa Roach, Gossip, Mumford & Sons u. v. a.
- 28. und 29. Juli 2006: erstes Rock of Ages Festival in Seeburg bei Rottenburg am Neckar, seither jährlich. Teilnehmer bisher: Uriah Heep, BAP, Ten Years After, Status Quo, Suzi Quattro, Thin Lizzy, Alice Cooper, Doro, Beyond the Black, UFO, Saxon u. v. a.
- 28. bis 30. Juli 2006: erstes Eier mit Speck Festival, seitdem jährlich: Bisher dabei: Pothead, Volbeat, Clawfinger, Therapy?, Good Charlotte, Dog Eat Dog, Marteria, Ugly Kid Joe, Knorkator, Madsen u. v. a. m.
- 29. und 30. Juli 2006: erstes der jährlichen Pitchfork Music Festivals in Chicago; ab 2011 Ableger in Paris, ab 2021 in London, ab 2022 in Berlin. In Chicago traten bisher unter anderem auf: Yo La Tengo, Sonic Youth, Public Enemy, The Flaming Lips, Pavement, Animal Collective, Wilco, A Tribe Called Quest, The National, u.v.a.m.
- 7. Juli 2007: Live Earth – weltumspannende Konzertreihe auf allen 7 Kontinenten insgesamt 24 Stunden lang. Mit dabei: Crowded House, Linkin Park, Mando Diao, Beasty Boys, UB40, Bon Jovi, Lenny Kravitz u. v. a. m.
- 14. Juli 2007: im Circo Massimo in Rom versammeln sich etwa 500.000 Menschen, um einem Konzert der britischen Band Genesis beizuwohnen[6]
- 30. Juni 2009: U2 starten in Barcelona ihre 360° Tour, die am Ende (30. Juli 2011) mit über 730 Millionen Euro die Tour mit den höchsten Einnahmen bis dahin wurde
- 29. und 30. Oktober 2009 das 25th Anniversary Rock and Roll Hall of Fame Concert im Madison Square Garden, New York; es traten auf: Jerry Lee Lewis, B. B. King, Sting, Jeff Beck, Lenny Kravitz, Lou Reed u. v. a.

### 2010er
- 27. bis 29. August 2010: erstes Zürich Openair, ab 2012 jährlich. Einige Teilnehmer bisher: The Prodigy, Kraftwerk, Die Fantastischen Vier, Franz Ferdinand, Mumford & Sons, Kendrick Lamar u. v. a. m.
- 24. bis 28. Januar 2011: erstes 70000 Tons of Metal Festival auf einem Kreuzfahrtschiff. Start und Ziel der jährlichen Veranstaltung ist Miami (Florida). Bisher dabei: Doro, Gotthard, Apocalyptica, Children of Bodom, Anthrax, In Extremo, Kreator, Napalm Death, Subway to Sally u. v. a. m.
- 7. Mai 2011: erstes Carolina Rebellion Festival, das bis 2018 jährlich in North Carolina stattfand. Dabei u. a.: Avenged Sevenfold, Evanescence, Korn, Papa Roach, Limp Bizkit, Soundgarden, Alice Cooper, Mailyn Manson, Muse u. v. a. m.
- 25. August 2012: erstes Rock im Pott Festival. Ursprünglich jährlich geplant, fand das Festival 2012, 2013 und 2017 statt. Dabei: Red Hot Chili Peppers, System of a Down, Die Toten Hosen u. a.
- 23. September 2012: erstes Aftershock Festival in Kalifornien, im Laufe der Zeit schrittweise auf vier Tage ausgedehnt. Einige Highlights: Stone Temple Pilots, Papa Roach, Limp Bizkit, Nine Inch Nails, System of a Down, Slipknot, Tool, Metallica, Avenges Sevenfold, Korn, Guns N’Roses u. v. a.
- 2013: erstes von drei Rock’n’Heim Festivals 2013, 2015 und 2015 am Hockenheimring. Mit dabei: Die Ärzte, Kraftclub, System of a Down, Tenacious D, Beatsteaks, Die Fantastischen Vier, Deichkind, The Prodigy, Linkin Park u. a.
- 20. bis 22. Juni 2014: erstes Rock the Ring Festival in der Schweiz, seither jährlich. Bisher dabei: ZZ Top, Gotthard, Nightwish, Billy Idol, Judas Priest, Alice Cooper, Limp Bizkit, Papa Roach, Scorpions, Iggy Pop, Deep Purple, Uriah Heep, Whitesnake u. a.
- 4. bis 5. Oktober 2014: erstes des jährlich stattfindenden Rock- und Metal-Festivals Louder Than Life in Kentucky; bisher dabei: Judas Priest, Korn, Limp Bizkit, Kid Rock, Papa Roach, ZZ Top, Slipknot, Ozzy Osbourne u. v. a. m.
- 25. März 2016: Die Rolling Stones geben ihr erstes Konzert auf Kuba vor einer halben Million Zuschauern bei kostenlosem Eintritt[7]
- 7. bis 9. und 14. bis 16. Oktober 2016: Desert Trip in Kalifornien mit den Rolling Stones, Bob Dylan, Paul McCartney, Neil Young, Roger Waters und The Who
- 3. September 2018: Wir sind mehr, kostenloses Konzert in Chemnitz als Antwort auf die vorherigen rechten und rechtsextremen Ausschreitungen. Mit dabei: Trettmann, Feine Sahne Fischfilet, K.I.Z, Kraftklub, Nura, Marteria, Casper und Die Toten Hosen
- 16. bis 18. August 2019: das geplante Festival Woodstock 50 zum 50-jährigen Jubiläum des Woodstock-Festivals von 1969 wurde nach etlichen organisatorischen Problemen und mehreren Absagen von Musikern am 31. Juli 2019 abgesagt. Angekündigt waren Santana, Robert Plant, John Fogerty, Melanie, Dead & Company, David Crosby, Country Joe McDonald, The Zombies, Canned Heat u. v. a. Am Originalschauplatz in Bethel (New York) fanden jedoch vom 15. bis zum 18. August 2019 Erinnerungskonzerte statt mit Arlo Guthrie, Ringo Starr, The Edgar Winter Band, Blood, Sweat & Tears, Santana, The Doobie Brothers, John Fogerty, Creedence Clearwater Revival mit Grace Potter sowie der Tedeschi Trucks Band.[8]

### 2020er
- 16. Februar 2020: Fire Fight Australia in Sydney zugunsten der nationalen Buschfeuerhilfe nach den verheerenden Buschbränden in Australien 2019/2020. Mit Alice Cooper, Queen + Adam Lambert, John Farnham und Olivia Newton-John u. a.
- 18. bis 19. April 2020: One World: Together at Home: weltweites TV- und Live-Streaming Ereignis zur „Unterstützung der Weltgesundheitsorganisation sowie aller Menschen, die im Kampf gegen COVID-19 an vorderster Front stehen“, maßgeblich von Lady Gaga mitorganisiert. Auch die Rockmusik war (neben Pop) vertreten mit den Rolling Stones, The Killers, Eddie Vedder u. a.
- Wegen der COVID-19-Pandemie wurden 2020 und 2021 die meisten großen Rockkonzerte und -festivals abgesagt
- 4. Juni 2022: Platinum Party at the Palace in London anlässlich des 70. Thronjubiläums von Queen Elisabeth II. Unter der dargebotenen Musik befand sich auch Rock, vor allem von Queen + Adam Lambert
- 24. Juni 2022: Erstes Download Festival Germany am Hockenheimring mit u. a. Metallica, Sabaton, Behemoth. Erste Version des Download Festival in Deutschland.
- 6. bis 8. Oktober 2023: Power Trip Festival in Kalifornien mit Metallica, Iron Maiden, Guns n’ Roses, Tool, AC/DC und Judas Priest
- 4. bis 7. Juli 2024: Erstes Pinot and Rock in Breisach am Rhein (Deutschland) u. a. mit den Scorpions, Alice Cooper und Suzi Quatro